# Lingfield
Lingfield är en ort och civil parish i Storbritannien.   Den ligger i grevskapet Surrey och riksdelen England, i den södra delen av landet, 40 km söder om huvudstaden London. Lingfield ligger 67 meter över havet och antalet invånare är 3 081.
Terrängen runt Lingfield är platt. Runt Lingfield är det ganska tätbefolkat, med 248 invånare per kvadratkilometer. Närmaste större samhälle är Crawley, 13,7 km sydväst om Lingfield. Trakten runt Lingfield består till största delen av jordbruksmark.